# ریشه‌های رمانتیسم
ریشه‌های رمانتیسم کتابی از آیزایا برلین با ترجمهٔ عبدالله کوثری است که در سال ۱۳۸۵ منتشر و در مراسم کتاب سال جمهوری اسلامی ایران به‌عنوان کتاب برگزیده معرفی شد.